# Pisa (tỉnh)
Tỉnh Pisa (tiếng Ý: Provincia di Pisa) là một tỉnh ở vùng Toscana của Ý. Tỉnh lỵ là thành phố Pisa.
Tỉnh này có diện tích 2.448 km², and và tổng dân số là 394.101 người (2005). Có 39 đô thị ở trong tỉnh này  Lưu trữ ngày 7 tháng 8 năm 2007 tại Wayback Machine.
Pisa nổi tiếng với tháp nghiêng Pisa, nằm ở tỉnh lỵ Pisa, một công trình thu hút du khách đến tham quan khu vực này.